# مقاطعة أوتاوا (كانساس)
مقاطعة أوتاوا (بالإنجليزية: Ottawa County)‏ هي إحدى المقاطعات في ولاية كانساس، الولايات المتحدة الأمريكية.